# ۱۰۵۹ (قمری)
۱۰۵۹ (قمری)، هزار و پنجاه و نهمین سال در گاهشماری هجری قمری است. اول محرم این سال برابر با پانزدهم ژانویه سال ۱۶۴۹ میلادی است.